# Infermental
Infermental war das erste auf Videokassetten veröffentlichte internationale Videokunst-Magazin.
Initiiert wurde das Projekt 1980 von dem ungarischen Filmemacher Gábor Bódy. Nach und nach schlossen sich Künstler aus allen Ländern mit Beiträgen an. Von 1980 bis 1991 wurden mehr als 1.000 Videokunstarbeiten von rund 650 internationalen Künstlern aus 36 Ländern zu einem Kompendium von Stilen, Formen und Inhalten der Videokunst der achtziger Jahre des 20. Jahrhunderts versammelt. Nach dem Suizid ihres Mannes 1985 übernahm seine Frau Veruschka „Vera“ Bódy die Gesamtkoordination bis 1991.
Die Ausgaben befinden sich heute als Dauerleihgabe in der Videosammlung des Zentrums für Kunst und Medientechnologie in Karlsruhe.

## Liste der zusammengestellten Ausgaben
- „Infermental I Berlin“ (1981/82), Editoren: Gábor Bódy, Astrid Heibach, Supervision: Gusztáv Hámos; 37 Beiträge, 8 Länder, 4 Stunden
- „Infermental II Hamburg“ (1983), Editoren: Oliver Hirschbiegel, Rotraut Pape, Supervision: Veruschka Bódy; 77 Beiträge, 15 Länder, 6 Stunden
- „Infermental III Budapest“ (1984), Editoren: László Beke, Péter Forgács, Peter Hutton, Małgorzata Potocka, Supervision: Rotraut Pape; 99 Beiträge, 18 Länder, 6 Stunden
- Sonderausgabe: „NRW Wuppertal“ (1985), Editoren: Werner Nekes, Egon Bunne, Marcel Odenbach, Ursula Wevers, Supervisor: László Beke; 34 Beiträge, 7 Länder, 4 Stunden
- „Infermental IV Lyon“ (1985), Editoren: Freiheits-, Forschungs- und Kunstlabor „Frigo“ (Gerard Couty), Supervision: Astrid Heibach; 102 Beiträge, 14 Länder, 7 Stunden
- „Infermental VI Vancouver“ (1987), Editoren: Hank Bull, Veruschka Bódy, Supervision: Gerard Couty („Frigo“); 59 Beiträge, 25 Länder, 6 Stunden
- „Infermental V Rotterdam“ (1986), Editoren: Leonie Bodeving, Rob Perée, Lydia Schouten, Supervision: Egon Bunne; 39 Beiträge, 13 Länder, 5 Stunden
- „Infermental VII Buffalo“ (1988), Editoren: Chris Hill, Tony Conrad, Peter Weibel, Supervision: Rotraut Pape; 58 Beiträge, 17 Länder, 5 Stunden
- „Infermental VIII Tokyo“ (1988), Editoren: Keiko Sei, Alfred Birnbaum, Supervision: Mike Hentz, Hank Bull; 73 Beiträge, 15 Länder, 5 Stunden
- „Infermental 9 Wien“ (1989), Editoren: Ilse Gassinger, GRAF + ZYX, Supervision: Chris Hill; 45 Beiträge, 15 Länder, 5 Stunden
- „Infermental X Osnabrück/Skopje“ (1991), Editoren: Heiko Daxl, Evgenija Dimitrieva, Supervision: Keiko Sei; 51 Beiträge, 16 Länder, 6 Stunden